# Aya Sumika
Aya Sumika Koenig (Seattle, 22 agosto 1980) è un'attrice statunitense.

## Biografia
Nata a Seattle, nello stato di Washington, da padre statunitense di origini native hawaiiane e da madre statunitense di origini giapponesi, ha studiato danza classica alla Juilliard School. Successivamente ha preso parte a numerose serie televisive di successo come The O.C. nel 2005. Dal 2006 al 2010 ha fatto parte del cast principale di Numb3rs, dove ha interpretato il ruolo di Liz Warner.

## Vita privata
Sumika e il marito Trevor stanno insieme dalle scuole superiori e si sono incontrati quando lei aveva 15 anni. Si sono sposati nel 2007. La loro figlia, Misa, è nata nel 2012.

## Filmografia

### Cinema
- Bloodline - regia di Keith Coulouris e David Schrader (2004)

### Televisione
- Hawaii - serie TV (2004)
- The O.C. - serie TV (2005)
- Introducing Lennie Rose - film TV (2006)
- Numb3rs - serie TV, 40 episodi (2006-2010)

## Doppiatrici italiane
- Laura Romano in The O.C.
- Claudia Catani in Numb3rs